# 5. Armee
5. Armee var en tysk armé under andra världskriget, den sattes upp den 25 augusti 1939 i Wehrkreis VI. Den underställdes Heeresgruppe C från början och tog upp defensiva ställningar längs Rhen. Den 13 oktober 1939 överfördes armén till Polen under kontroll av Oberbefehlshaber Ost. Den 15 maj 1940 omorganiserades förbandet till 18. Armee.

## Organisation
Arméns organisation den 4 september 1939:
- VI. Armeekorps
- V. Armeekorps
- 227. Infanterie-Division

## Befälhavare
Arméns befälhavare:
- General der Infanterie Curt Liebmann 25 augusti 1939 - 15 maj 1940

Arméns generalstabschefer:
- Generalmajor Hans-Heinrich Sixt von Armin 25 augusti 1939 - 10  september 1939
- Generalmajor Karl-Adolf Hollidt 10 september 1939 - 15 maj 1940